# Cova de l'Or

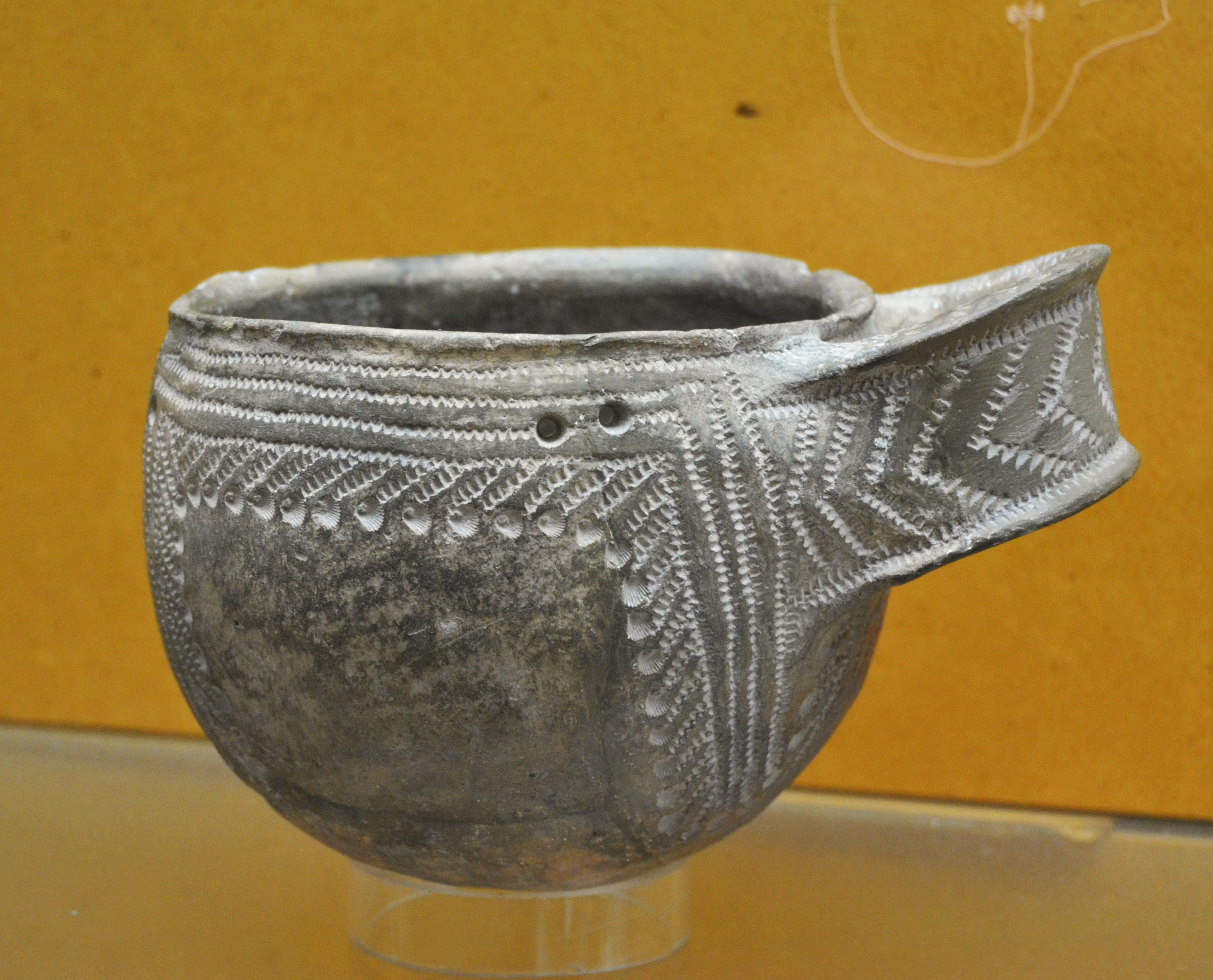
Vas amb decoració impresa cardial, Cova de l'Or de Beniarrés, Museu de Prehistòria de València.

La cova de l'Or és un jaciment arqueològic que es troba al terme municipal de Beniarrés, a la comarca del Comtat (País Valencià). Es tracta d'un enclavament del Neolític, sobre el sisè mil·lenni abans de la nostra era (al voltant del 5600 aC).

## La cova
La cova s'ubica al vessant sud-occidental de la serra del Benicadell, sobre la vall del riu Serpis, a una altura de 650 m sobre el nivell de la mar.
La cavitat està formada per una sala allargada, de 24 m de profunditat per 8 m d'amplària, en sentit sud-oest o nord-est. Hi ha una inclinació inferior del terra, i s'hi poden apreciar grans blocs i colades estalagmítiques.

## Història de les excavacions
Es considera que el seu descobridor va ser Rafael Pardo Ballester, qui va fer unes primeres prospeccions exploratòries l'any 1933 i 1936.
Després de la Guerra Civil espanyola, esta tasca no seria represa fins a la dècada dels 50 per part de Vicent Pascual Pérez. L'any 1955, se'n fa càrrec el Servei d'Investigació Prehistòrica de la Diputació de València, sota el comandament del mateix V. Pascual i J. San Valero. En aquestes excavacions, es va destacar la importància del jaciment dins del Neolític valencià, fet que es va confirmar amb el posterior estudi de cereals carbonitzats datats pel carboni 14. Vicent Pascual (juntament amb l'equip del SIP) i Bernat Martí Oliver van reprendre les excavacions a la cova de l'Or entre 1975 i 1985.

## Troballes en el jaciment arqueològic
A la cova de l'Or, els arqueòlegs han constatat la presència de restes vegetals i animals, així com d'estris d'indústria ceràmica, lítica i òssia. Els habitants d'aquest indret, llauradors i ramaders, a més a més, van deixar la seua empremta d'art rupestre. Hi destaca especialment el conjunt ceràmic, amb peces decorades amb la impressió amb les vores de la petxina cardium.
Les restes de cereals carbonitzats mostren que conreaven el blat i l'ordi, així com pèsols, faves o llentilles. Quant als ramats, predomina l'ovella per damunt de la cabra. També hi ha presència de porcs, bous i gossos. La feina agrícola ha comportat l'aparició d'eines com ara vasos ceràmics, fulles de sílex o culleres d'os, entre d'altres.

## Galeria

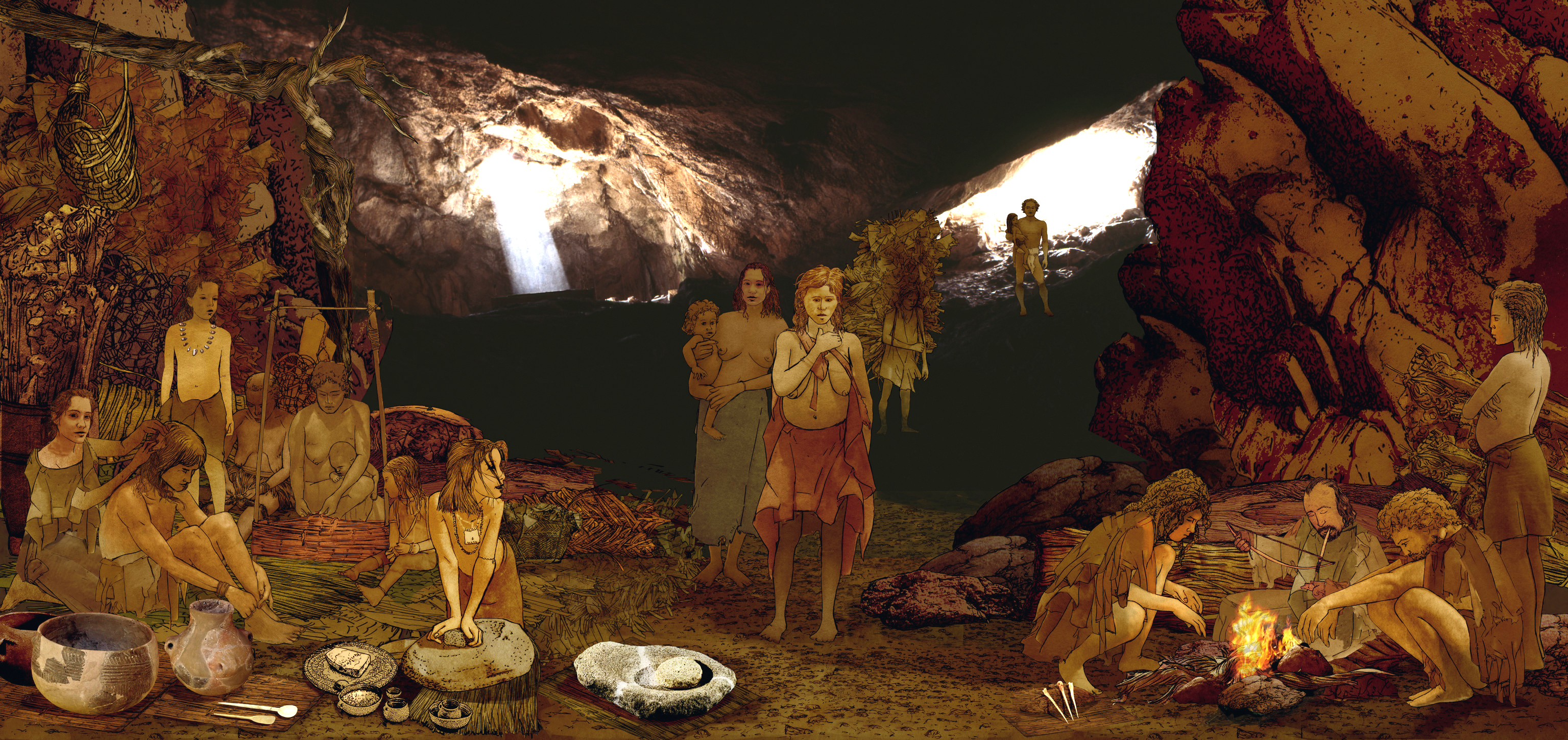
Reconstrucció de la vida al Neolític en la Cova.
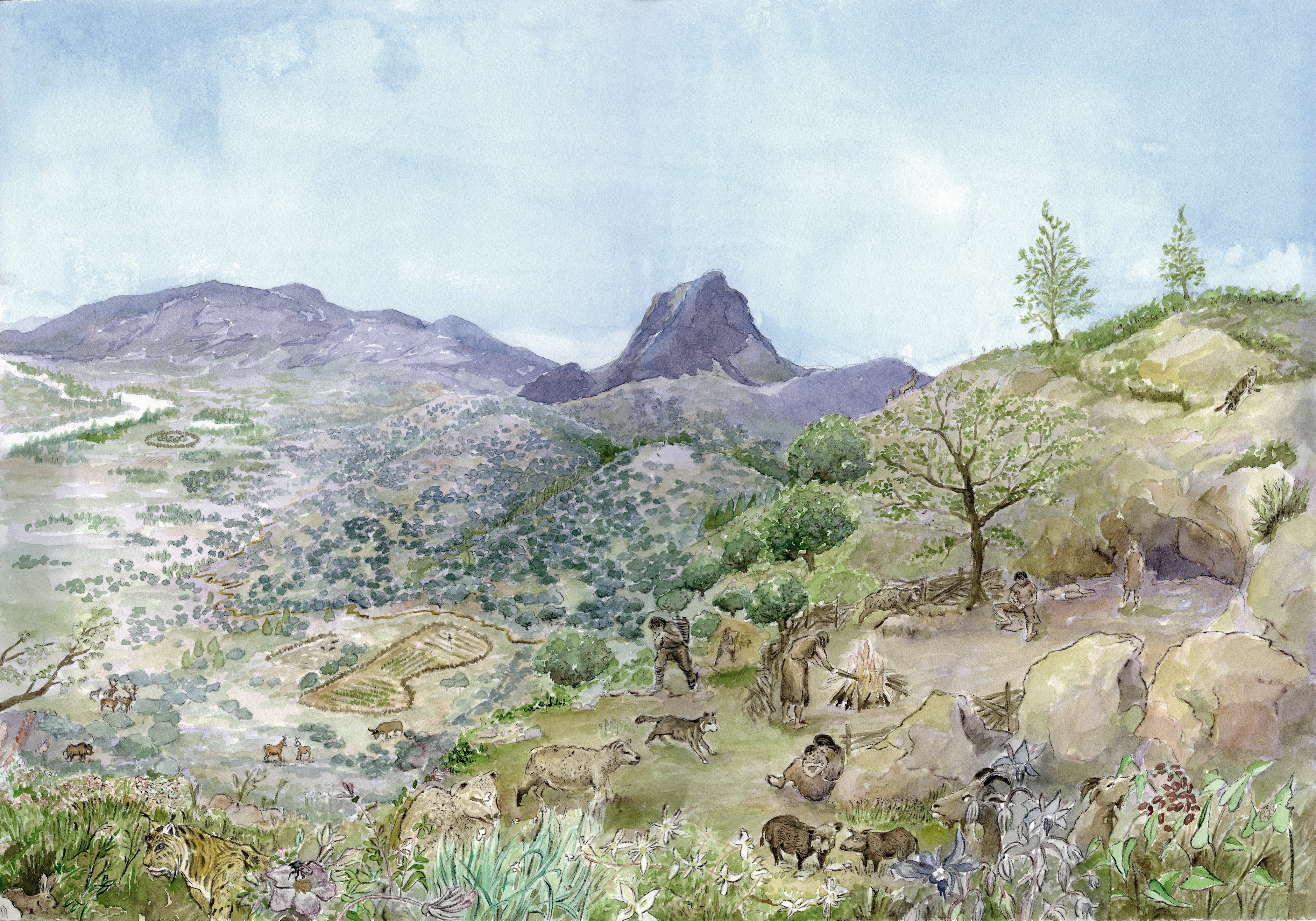
Paisatge amb la fauna pròpia del Neolític.